# Ceton
Ceton (prononcé [setɔ̃]) est une commune française, située dans le département de l'Orne en région Normandie, à la limite des départements de la Sarthe et d'Eure-et-Loir, dans le Perche, faisant partie du relief percheron. Elle est peuplée de 1 765 habitants. C'est la commune la plus méridionale de l'Orne et de la région Normandie.

## Géographie

### Description

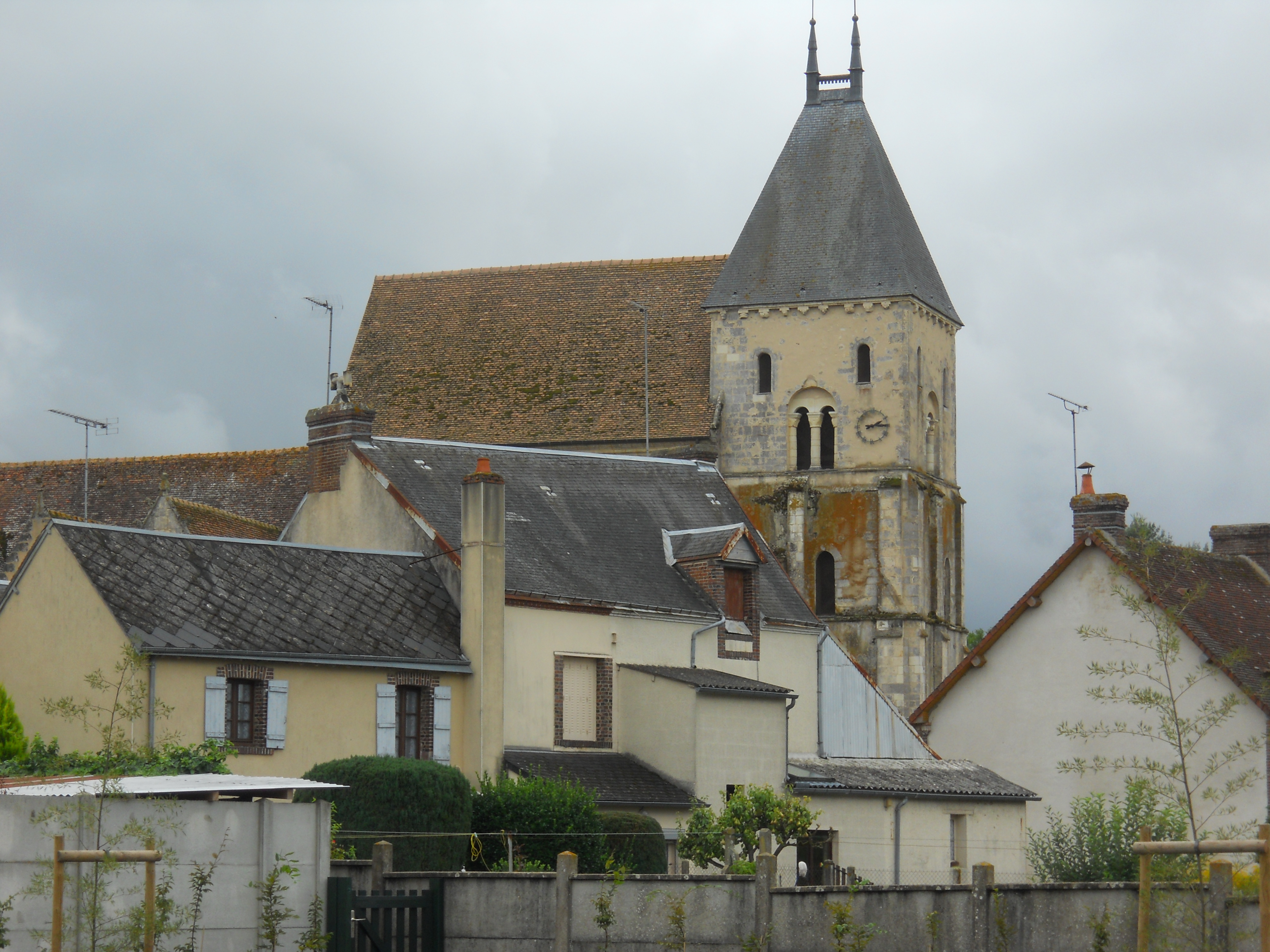
Le centre du bourg.

Commune la plus méridionale de Normandie, elle est au sud-ouest du Perche et à l’extrême sud du département de l’Orne. Couvrant 5 939 hectares, Ceton était, avant la création de Tinchebray-Bocage en 2015, la commune la plus étendue du département de l'Orne. Son bourg est à 6,5 km au sud-est du Theil, à 9 km au nord-est de La Ferté-Bernard et à 13 km au sud-ouest de Nogent-le-Rotrou. 

### Communes limitrophes
Les communes limitrophes sont Cormes, Théligny, Les Étilleux, Saint-Bomer, Val-au-Perche, Avezé et Cherré-Au.

### Hydrographie
La commune est située dans le bassin Loire-Bretagne. Elle est drainée par l'Huisne, la Braye, la Maroisse, le Jambette, le Jault, la Petite la rivière, le ruisseau de Tirefontaine, le ruisseau des Goutenelles et le ruisseau du Frêne,,.
L'Huisne, d'une longueur de 165 km, prend sa source dans la commune de Belforêt-en-Perche et se jette  dans la Sarthe à Mans, après avoir traversé 36 communes. 
La Braye, d'une longueur de 75 km, prend sa source dans la commune  et se jette  dans le Loir à Vallée-de-Ronsard, après avoir traversé 24 communes. 
La Maroisse, d'une longueur de 12 km, prend sa source dans la commune de Théligny et se jette  dans l'Huisne sur la commune face à Avezé, après avoir traversé trois communes. En 1845 et 1855, cette rivière a causé de grandes inondations.
Deux plans d'eau complètent le réseau hydrographique : les étangs du Pont Girard (0,75 ha) et l'étang Charles Pelletier (1,63 ha),. Un étang de pêche y est aménagé.
On comptait six moulins dans la commune : le Moulin aux moines, et les moulins Cohémont, Launay, Le Chêne, Neuville et Le Pont.

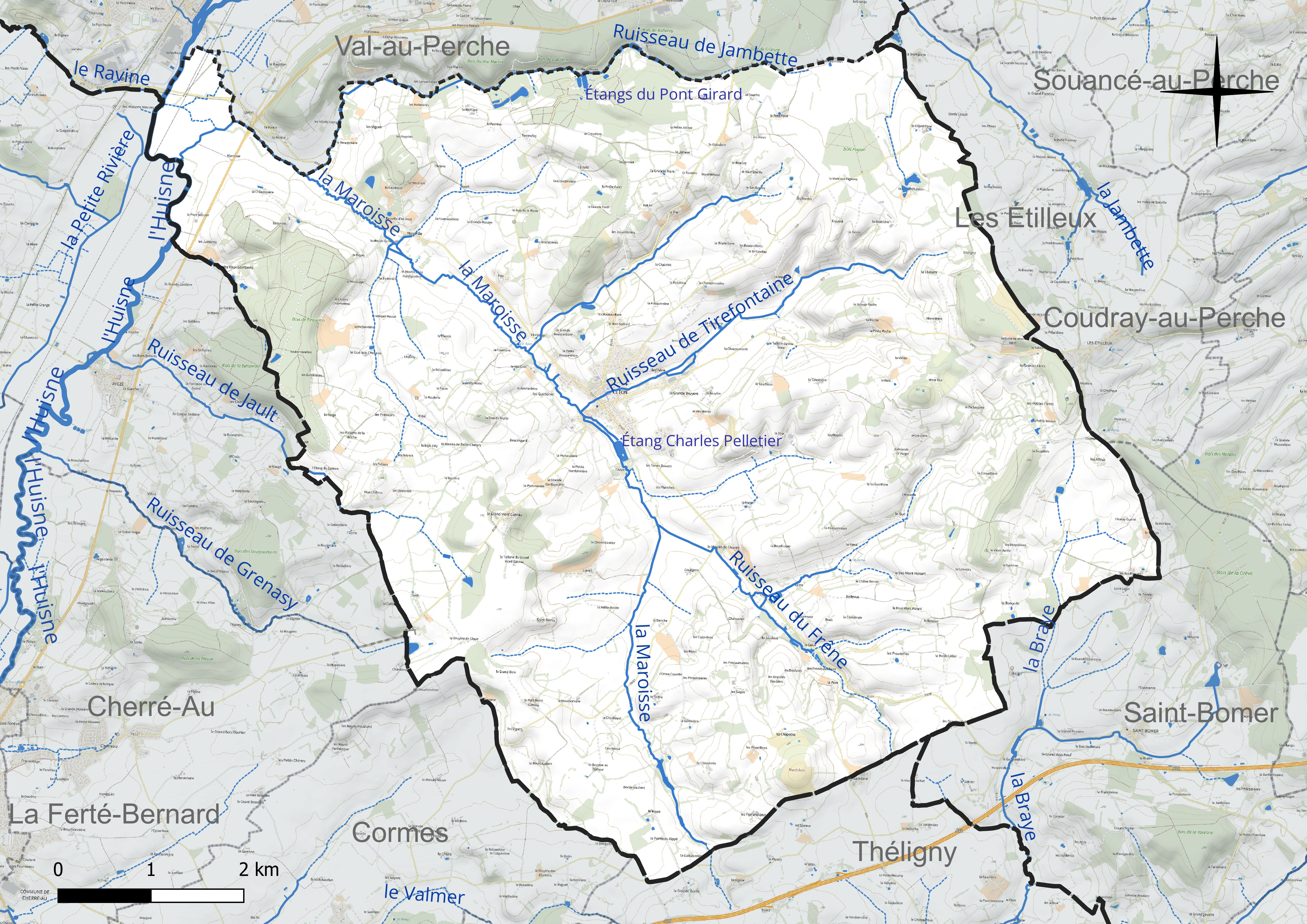
Réseau hydrographique de Ceton.

### Climat
Pour des articles plus généraux, voir Climat de la Normandie et Climat de l'Orne.
En 2010, le climat de la commune est de type climat océanique dégradé des plaines du Centre et du Nord, selon une étude du CNRS s'appuyant sur une série de données couvrant la période 1971-2000. En 2020, Météo-France publie une typologie des climats de la France métropolitaine dans laquelle la commune est exposée à un climat océanique altéré et est dans une zone de transition entre les régions climatiques « Normandie (Cotentin, Orne) » et « Moyenne vallée de la Loire ». Parallèlement le GIEC normand, un groupe régional d’experts sur le climat, différencie quant à lui, dans une étude de 2020, trois grands types de climats pour la région Normandie, nuancés à une échelle plus fine par les facteurs géographiques locaux. La commune est, selon ce zonage, exposée à un « climat contrasté des collines », correspondant au Pays d'Ouche et au Perche et bénéficiant d’un caractère continental affirmé avec des précipitations atténuées et des amplitudes thermiques fortes.
Pour la période 1971-2000, la température annuelle moyenne est de 10,6 °C, avec une amplitude thermique annuelle de 14,2 °C. Le cumul annuel moyen de précipitations est de 734 mm, avec 12,2 jours de précipitations en janvier et 7,6 jours en juillet. Pour la période 1991-2020, la température moyenne annuelle observée sur la station météorologique la plus proche, située sur la commune de Cormes à 7 km à vol d'oiseau, est de 11,4 °C et le cumul annuel moyen de précipitations est de 759,0 mm,. Pour l'avenir, les paramètres climatiques de la commune estimés pour 2050 selon différents scénarios d’émission de gaz à effet de serre sont consultables sur un site dédié publié par Météo-France en novembre 2022.

## Urbanisme

### Typologie
Au 1er janvier 2024, Ceton est catégorisée bourg rural, selon la nouvelle grille communale de densité à sept niveaux définie par l'Insee en 2022. Elle est située hors unité urbaine et hors attraction des villes,.

### Occupation des sols
L'occupation des sols de la commune, telle qu'elle ressort de la base de données européenne d’occupation biophysique des sols Corine Land Cover (CLC), est marquée par l'importance des territoires agricoles (90,9 % en 2018), une proportion sensiblement équivalente à celle de 1990 (91 %).
La répartition détaillée en 2018 est la suivante : terres arables (65,2 %), prairies (23,7 %), forêts (6,8 %), zones agricoles hétérogènes (2 %), zones urbanisées (1,3 %), milieux à végétation arbustive et/ou herbacée (1 %).
L'évolution de l’occupation des sols de la commune et de ses infrastructures peut être observée sur les différentes représentations cartographiques du territoire : la carte de Cassini (XVIIIe siècle), la carte d'état-major (1820-1866) et les cartes ou photos aériennes de l'IGN pour la période actuelle (1950 à aujourd'hui).

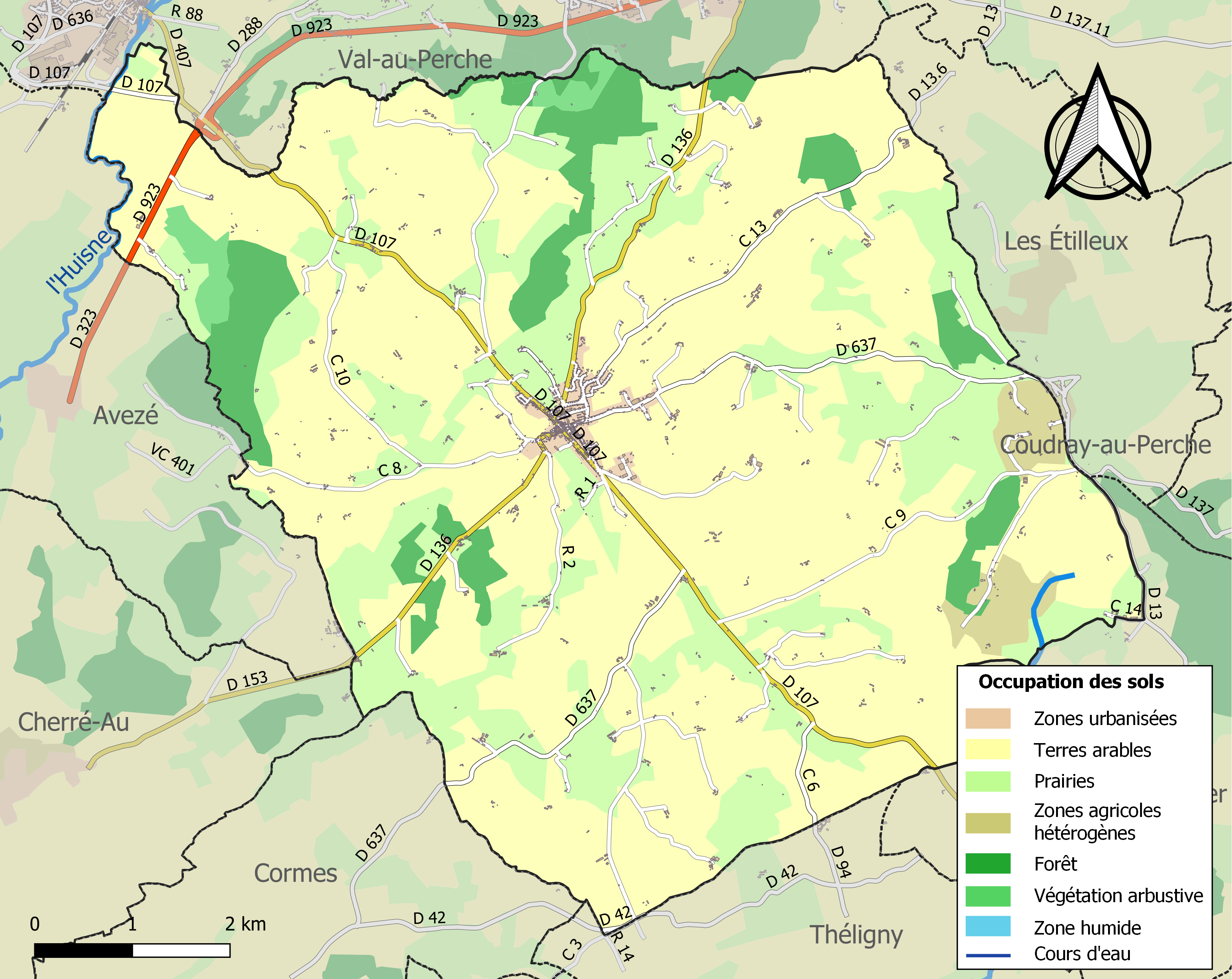
Carte des infrastructures et de l'occupation des sols de la commune en 2018 (CLC).

### Habitat et logement
En 2018, le nombre total de logements dans la commune était de 983, alors qu'il était de 999 en 2013 et de 990 en 2008.
Parmi ces logements, 74,8 % étaient des résidences principales, 12,8 % des résidences secondaires et 12,4 % des logements vacants. Ces logements étaient pour 94,9 % d'entre eux des maisons individuelles et pour 3,6 % des appartements.
Le tableau ci-dessous présente la typologie des logements à Ceton en 2018 en comparaison avec celle de l'Orne et de la France entière. Une caractéristique marquante du parc de logements est ainsi une proportion de résidences secondaires et logements occasionnels (12,8 %) supérieure à celle du département (10,5 %) et à celle de la France entière (9,7 %). Concernant le statut d'occupation de ces logements, 68,9 % des habitants de la commune sont propriétaires de leur logement (69 % en 2013), contre 64,3 % pour l'Orne et 57,5 % pour la France entière.
| Typologie                                               | Ceton | Orne | France entière |
| ------------------------------------------------------- | ----- | ---- | -------------- |
| Résidences principales (en %)                           | 74,8  | 78,3 | 82,1           |
| Résidences secondaires et logements occasionnels (en %) | 12,8  | 10,5 | 9,7            |
| Logements vacants (en %)                                | 12,4  | 11,2 | 8,2            |

## Toponymie
Le nom de la localité est attesté sous les formes Centon au IXe siècle et Ceton en 1130.
Ceton (« bois ») est un mot gaulois qui pourrait expliquer ce toponyme.
Le gentilé est Cetonnais.

## Histoire

### Antiquité
Le territoire était traversé par la voie romaine Chartres - Le Mans.

### Révolution française et Empire
Lors de la création des cantons, Ceton est chef-lieu de canton. Ce canton est supprimé lors du redécoupage cantonal de l'an IX (1801).

### Époque contemporaine
La commune a eu une activité de fabrication de gants importante à la fin du XIXe et au début du XXe siècle, avec trois entreprises distinctes : Neyret, installée initialement dans le presbytère à l’initiative de l’abbé Lorphelin, curé de Ceton, puis dans un atelier construit en 1875, où près de deux cents ouvrières mécaniciennes travaillaient en 1906 et plusieurs centaines à domicile, l'entreprise Watremez, fondée par M. Maniette et Ernest Watremez en 1899 et cédée au lillois Albert Philippe en 1912, et enfin la SA Gant A. Bourdon.
À la fin de la Seconde Guerre mondiale, Ceton est libéré le 13 août 1944 par des soldats américains provenant de La Ferté-Bernard.

## Politique et administration

### Rattachements administratifs et électoraux

#### Rattachements administratifs
La commune se trouve depuis 1942 dans l'arrondissement de Mortagne-au-Perche du département de l'Orne.
Après avoir été le chef-lieu d'un fugace canton de 1793 à 1801, elle faisait partie depuis cette date du canton du Theil. Dans le cadre du redécoupage cantonal de 2014 en France, cette circonscription administrative territoriale a disparu, et le canton n'est plus qu'une circonscription électorale.

#### Rattachements électoraux
Pour les élections départementales, la commune est  depuis 2014 le bureau centralisateur du canton de Ceton
Pour l'élection des députés, elle fait partie de la deuxième circonscription de l'Orne.

### Intercommunalité
Ceton était membre de la communauté de communes du Val d'Huisne, un établissement public de coopération intercommunale (EPCI) à fiscalité propre créé en 2001 et auquel la commune avait transféré un certain nombre de ses compétences, dans les conditions déterminées par le code général des collectivités territoriales.
Dans le cadre des dispositions de la loi portant nouvelle organisation territoriale de la République du 7 août 2015, qui prévoit que les établissements publics de coopération intercommunale (EPCI) à fiscalité propre doivent avoir un minimum de 15 000 habitants, cette intercommunalité a fusionné avec sa voisine pour former, le 1er janvier 2017, la communauté de communes des Collines du Perche Normand, dont est désormais membre la commune.

### Tendances politiques et résultats
Lors du premier tour de l'élections municipales de 2014 dans l'Orne, la liste menée par Patrick Grégori  obtient la majorité absolue des suffrages exprimés, avec 627 voix (76,93 % des suffrages exprimés, 17 conseillers municipaux élus dont 5 communautaires), devançant très largement celle menée par Philippe Volcker, qui a recueilli 188 voix (23,06 %, 2 conseillers municipaux élus).
Lors de ce scrutin, 33,13 % des électeurs se sont abstenus.
Lors du premier tour des élections municipales de 2020 dans l'Orne, la liste menée par le maire sortant Patrick Grégori  obtient la majorité absolue des suffrages exprimés, avec 379 voix (60,44 %, 16 conseillers municipaux élus dont 5 communautaires), devançant très largement celles menées respectivement par : 

- Frédéric Naudon (182 voix, 29,02 %, 2 conseillers municipaux élus) ;

- Christine Juy (66 voix, 10,52 %, 1 conseiller municipal élu).

Lors de ce scrutin marqué par la pandémie de Covid-19 en France, 47,35 % des électeurs se sont abstenus,.

### Administration municipale
Compte tenu de la population de la commune, son conseil municipal est composé de dix-neuf membres dont le maire et ses adjoints.

### Liste des maires
| Période                                  | Période                    | Identité          | Étiquette | Qualité                |
| ---------------------------------------- | -------------------------- | ----------------- | --------- | ---------------------- |
| Les données manquantes sont à compléter. |                            |                   |           |                        |
|                                          |                            |                   |           |                        |
|                                          | mars 2001                  | Albert Bussonnier |           |                        |
| mars 2001                                | mars 2014                  | Claude Barbier    | SE        | Ingénieur EDF retraité |
| mars 2014                                | juin 2023                  | Patrick Gregori   | SE        | Hôte Gîte de France    |
| juin 2023                                | En cours (au 19 juin 2023) | André Besnier     |           |                        |

### Jumelage
- Neckarwestheim (Allemagne)[40].

## Équipements et services publics

### Équipements culturels
Ceton dispose d'une bibliothèque municipale animée par une douzaine de bénévoles.

### Postes et télécommunications
La commune dispose d'un bureau de poste rénové en 2019.

### Justice, sécurité, secours et défense
La commune est protégée par un centre de secours, située dans  la zone Les Champs de la Barre et où servent dix-sept sapeurs-pompiers volontaires. En 2022, ils ont  effectués 116 interventions.

## Population et société

### Démographie
L'évolution du nombre d'habitants est connue à travers les recensements de la population effectués dans la commune depuis 1793. Pour les communes de moins de 10 000 habitants, une enquête de recensement portant sur toute la population est réalisée tous les cinq ans, les populations de référence des années intermédiaires étant quant à elles estimées par interpolation ou extrapolation. Pour la commune, le premier recensement exhaustif entrant dans le cadre du nouveau dispositif a été réalisé en 2004.

En 2022, la commune comptait 1 765 habitants, en évolution de −1,51 % par rapport à 2016 (Orne : −3,21 %, France hors Mayotte : +2,11 %).
| 1793  | 1800  | 1806  | 1821  | 1836  | 1841  | 1846  | 1851  | 1856  |
| ----- | ----- | ----- | ----- | ----- | ----- | ----- | ----- | ----- |
| 2 669 | 3 970 | 3 113 | 3 374 | 3 587 | 3 559 | 3 427 | 3 417 | 3 409 |

| 1861  | 1866  | 1872  | 1876  | 1881  | 1886  | 1891  | 1896  | 1901  |
| ----- | ----- | ----- | ----- | ----- | ----- | ----- | ----- | ----- |
| 3 307 | 3 344 | 3 274 | 3 298 | 2 916 | 3 002 | 3 025 | 2 761 | 2 778 |

| 1906  | 1911  | 1921  | 1926  | 1931  | 1936  | 1946  | 1954  | 1962  |
| ----- | ----- | ----- | ----- | ----- | ----- | ----- | ----- | ----- |
| 2 758 | 2 728 | 2 342 | 2 398 | 2 291 | 2 259 | 2 168 | 2 060 | 1 877 |

| 1968  | 1975  | 1982  | 1990  | 1999  | 2004  | 2006  | 2009  | 2014  |
| ----- | ----- | ----- | ----- | ----- | ----- | ----- | ----- | ----- |
| 1 720 | 1 682 | 1 809 | 1 786 | 1 919 | 1 947 | 1 930 | 1 918 | 1 823 |

| 2019  | 2022  | - | - | - | - | - | - | - |
| ----- | ----- | - | - | - | - | - | - | - |
| 1 770 | 1 765 | - | - | - | - | - | - | - |

Avec 1 898 habitants au recensement de 2010, Ceton était la commune la plus peuplée de l'ancien canton du Theil, devançant son chef-lieu

### Sports et loisirs
L'association des Randonnées Cetonnaises, créée en 1988, organise depuis des sorties guidées le troisième dimanche de chaque mois, dans la commune et aux alentours.

## Culture locale et patrimoine

### Lieux et monuments

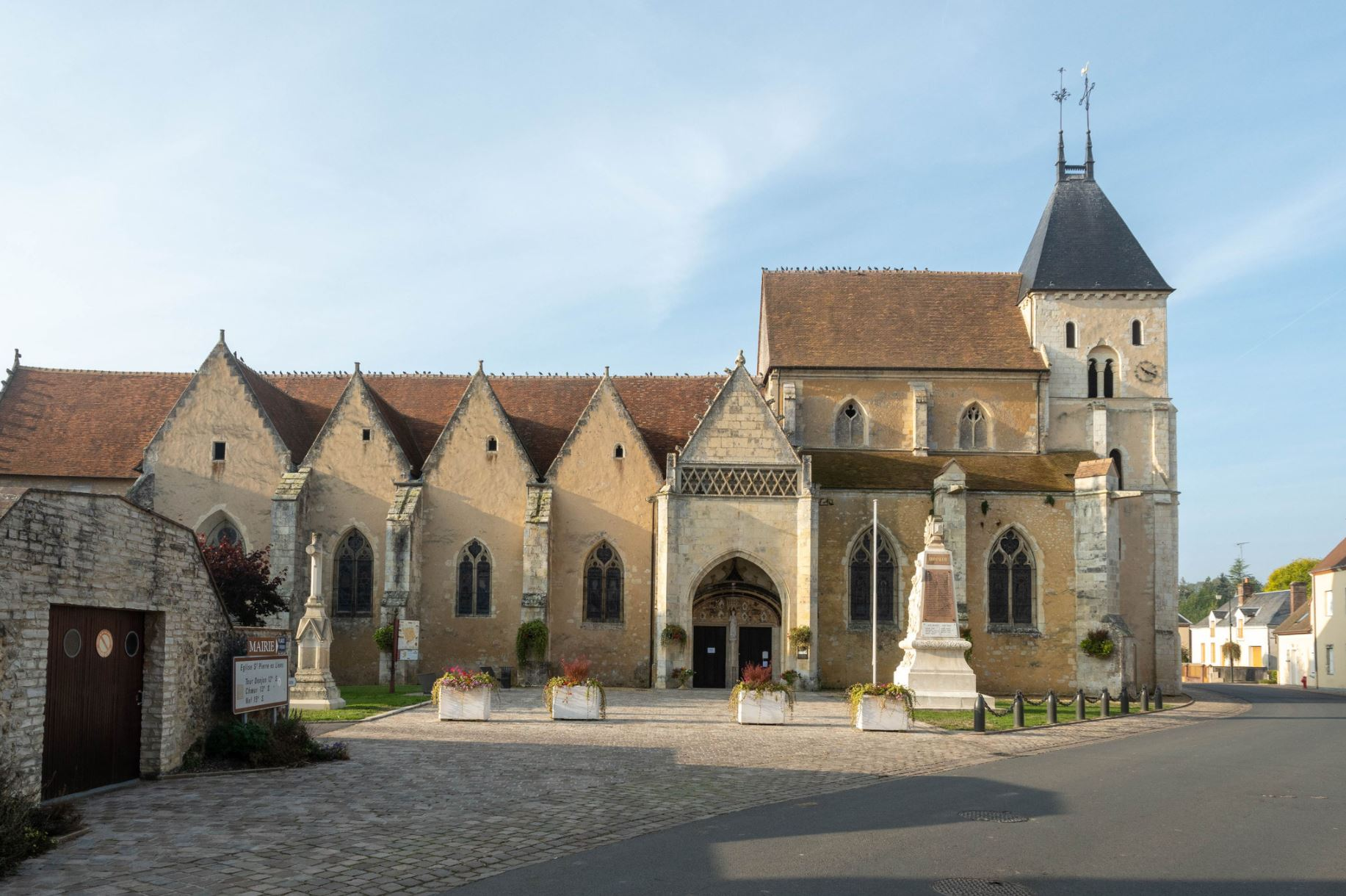
L'église.

- Église Saint-Pierre-ès-Liens des XIe – XIVe siècles, agrandie au XVe siècle[48], est classée au titre des monuments historiques[49].

Elle abrite une sculpture du XVIe Mise au tombeau, un retable et un tableau Le Triomphe de saint Roch du XVIIe classés au titre objets.
Plusieurs vagues de travaux ont été engagés ces dernières années afin d'assurer la pérennité de l'ouvrage et permettre sa libre ouverture au public. Les travaux de préservation des boiseries et de l'orgue sont intervenues en 2022
- La mairie, ancien presbytère. À l'origine, il s'agit d'un logis prieural, construit au XVIIe siècle pour loger le chapelain et le fermier général. Il faut attendre 1878 pour que le logis prieural devienne le presbytère de la paroisse. Après le départ de l'abbé Louis Jéhan en 1997, puis des religieuses en 2005, le presbytère est devenu la mairie[52].
- Manoir de Beauvais partiellement inscrit au titre des monuments historiques[53] du XVe siècle[54], bâti à l'emplacement d'une ancienne forteresse du XIIe siècle, reconstruit au XVIIe siècle mais pratiquement détruit par un incendie. Jusqu’en 1811, il appartenait à la famille de Rosnivinem, seigneur de Chambois et de Gémages[13].
- Motte féodale de l'Ermitage, à 1 km au nord-ouest, près du hameau de la Boussardière, et à 450 m au nord-est du carrefour de la RD 107 avec un chemin qui s'embranche au nord vers la RD 923 et Mâle. Le tertre de 15 mètres de diamètre à la base et 7 mètres sur la plate-forme, à double circonvallation[55], d'un diamètre total de 40 mètres[56].
- La Motte à 800 m à l'ouest, sur la rive nord du chemin d'Avezé, et à l'est d'un manoir bâti à la fin du XVe siècle. La motte circulaire, haute de 6 mètres avec les substructions d'un donjon[55], a été fouillée anciennement. Au milieu du XIXe siècle, les restes du donjon étaient encore visible. Une famille du nom est citée à la fin du XIe siècle[57].
- Manoir de la Barre du XVe siècle[55].
- Manoir du Mont-Gâteau, de style flamboyant, avec une façade dotée d’une tour octogonale surmontée d’un lanternon, qui daterait du XVIe siècle, bâti à l’emplacement d’une forteresse habitée par les Rotrou au XIIIe siècle, et qui est également inscrit[58],[13].
- La manufacture.

### Base de loisirs
La base de loisirs est composée d'un court de tennis, d'une piscine (compétence de la CDC des Collines du Perche Normand), d'un city stade, d'une table de ping-pong, d'une tyrolienne, de body-boomer, d'un terrain de pétanque, d'un mini-golf, d'un étang pour l'activité de la pêche…

### Personnalités liées à la commune
- Fernand Loriot (Ceton, 1870 - 1932), instituteur socialiste, l'un des fondateurs du Parti communiste.
- Jean Pierre Ceton (1950-), écrivain, a pris le nom du village où il a grandi.

### Héraldique
| Blason de Ceton | Blason  | D'azur à la bande d'or accompagnée en chef d'une fleur de lys d'argent. |
| Blason de Ceton | Détails |                                                                         |

## Pour approfondir